# Golden Gate Park
Golden Gate Park is een stadspark in San Francisco dat 4,1 km² beslaat en gelegen in de stad aan de noordwestelijke zijde, iets ten zuiden van de Golden Gate. Het park wordt door zijn rechthoekige vorm vaak vergeleken met Central Park in New York, maar is 0,7 km² groter. Het park wordt jaarlijks door 13 miljoen mensen bezocht en is daarmee, na Central Park en Lincoln Park in Chicago, een van de meest bezochte parken in de Verenigde Staten.
In het Golden Gate Park is de California Academy of Sciences te vinden, een groot natuurwetenschappelijk museum en onderzoeksinstituut. Tevens bevinden zich in het park de broeikas Conservatory of Flowers en de San Francisco Botanical Garden. In het westen bevindt zich een stadion, het Golden Gate Park Stadium. Andere onderdelen van het park zijn een Japanse tuin (Japanese Tea Garden) en de meren Stow Lake en Spreckels Lake.
Aan het begin van de twintigste eeuw zijn er twee windmolens gebouwd, voor de toevoer van ondergronds water naar het park. De twee windmolens, de Dutch Windmill en Murphy's Windmill genaamd, zijn inmiddels buiten gebruik geraakt. De Dutch Windmill is reeds in 1981 gerestaureerd, de restauratie van Murphy's Windmill verliep van 2002 tot de heropening in 2012. Bij de Dutch Windmill, gelegen in het noorden van het park, ligt een door koningin Wilhelmina geschonken bloementuin.

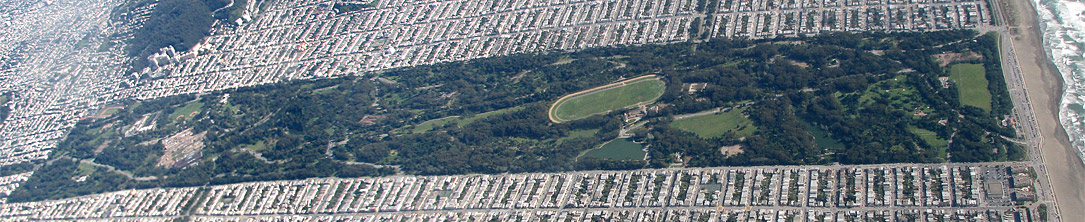
Luchtfoto van het park, kijkend op het zuiden.

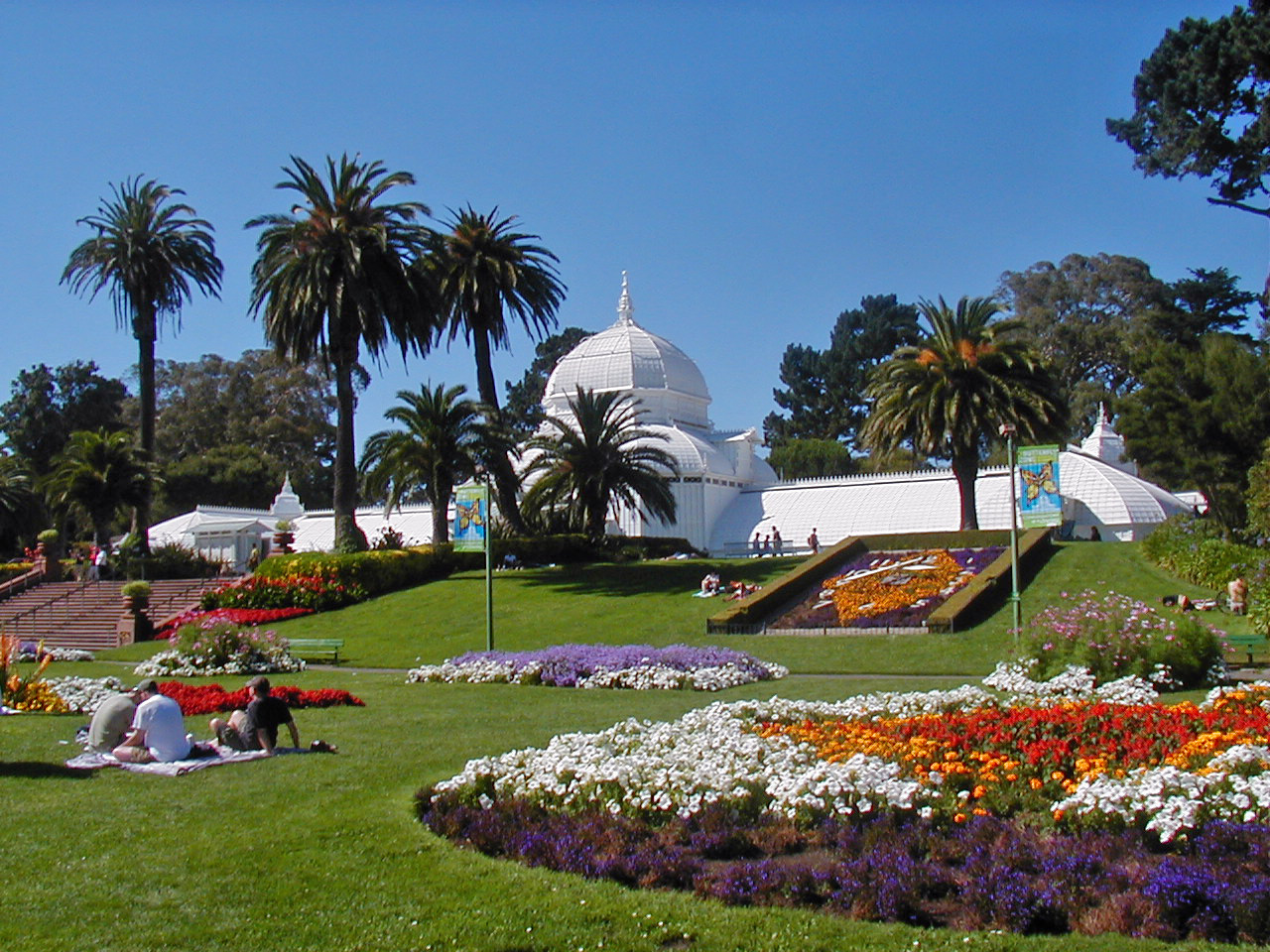
Conservatory of Flowers
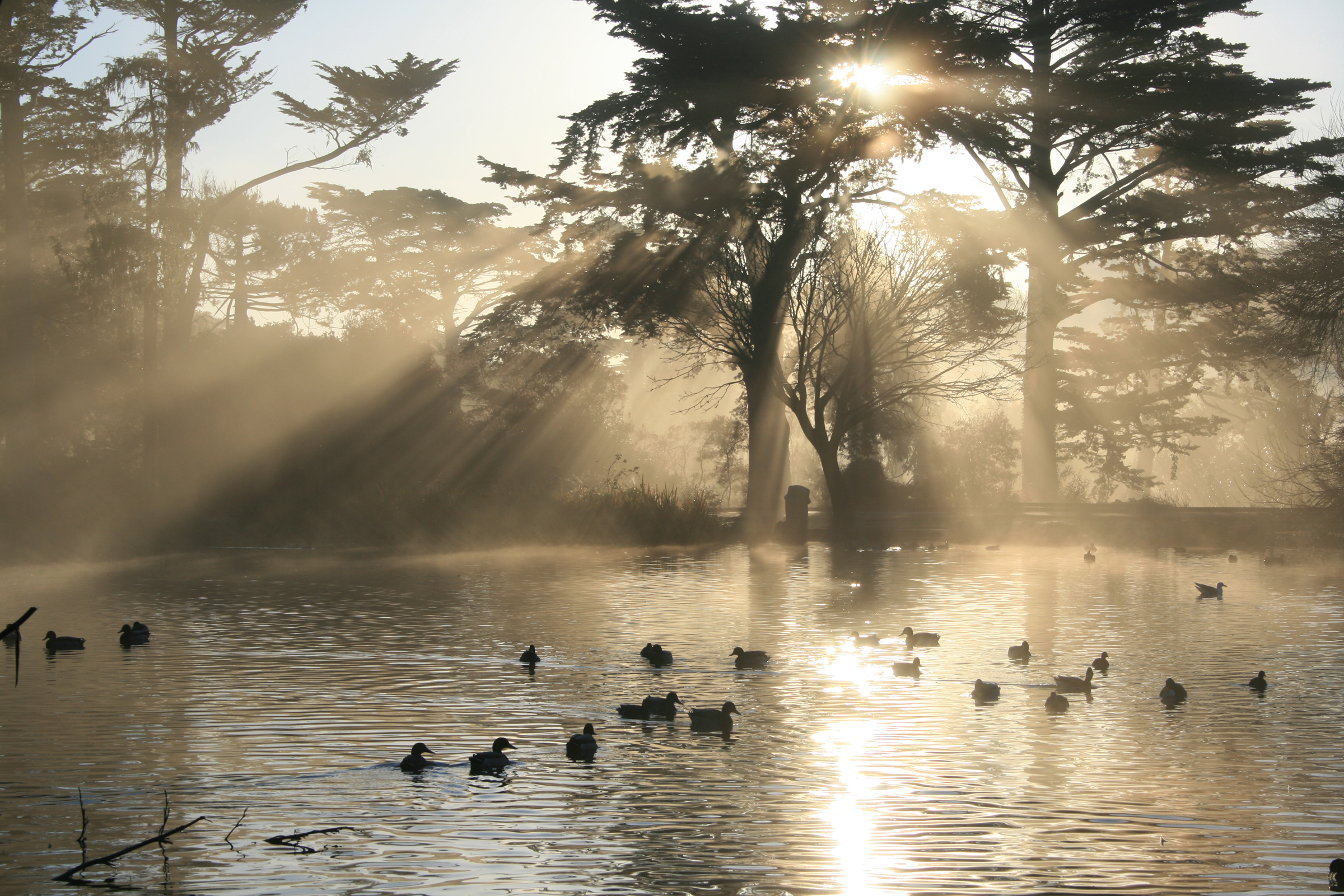
Wolkenstralen bij het Stow Lake
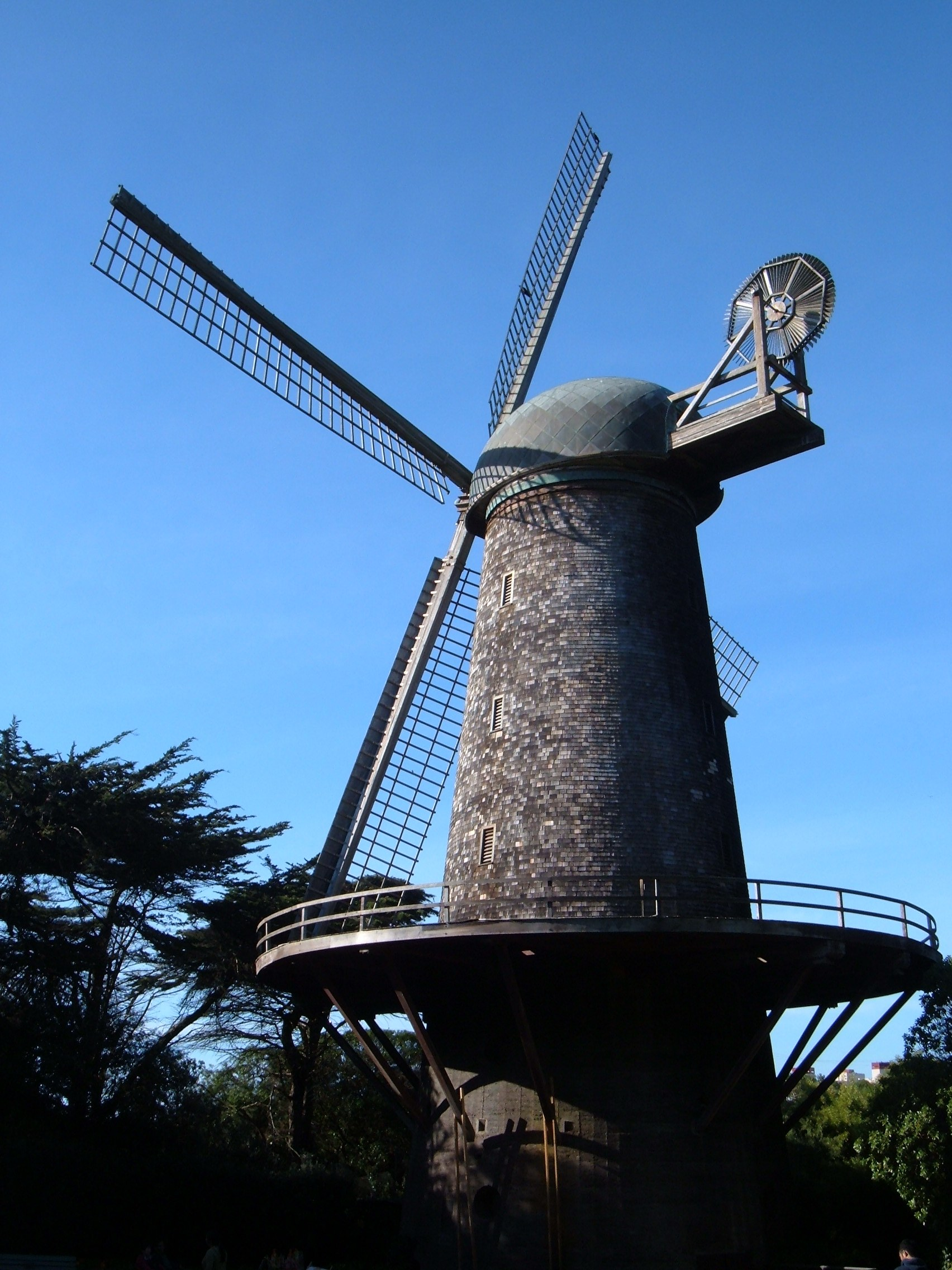
De Dutch Windmill